# Dražovce
Dražovce (häufig ungenau Drážovce geschrieben; ungarisch Zobordarázs – bis 1907 Darázs[i]) ist eine ehemalige Gemeinde und seit 1975 ein Stadtteil von Nitra in der Slowakei. Der Ort befindet sich im slowakischen Donautiefland am Bach Dobrotka, am südwestlichen Hang des Gebirges Tribeč unterhalb des Zobor, fünf Kilometer nördlich der eigentlichen Stadt gelegen. Zum 23. November 2021 wohnten 1849 Einwohner im Stadtteil.

## Geschichte

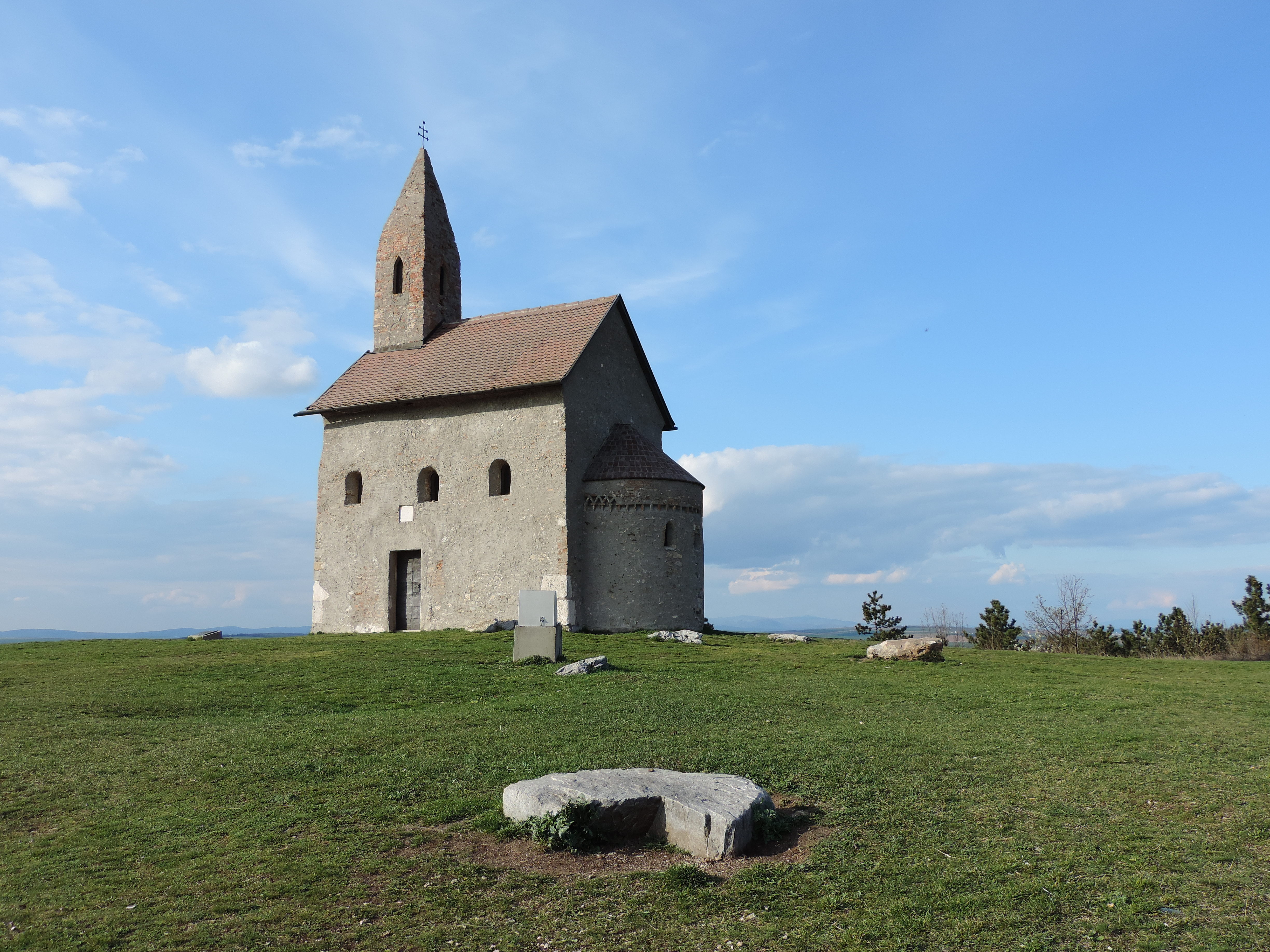
Romanische Kirche

Der Ort ist eine bedeutende archäologische Stätte, mit Überresten einer Siedlung der Lengyel-Kultur und aus der Kupfersteinzeit, weiter von Brandgräbern aus der Jungbronzezeit, einer Siedlung aus der Hallstattzeit und einer Siedlung aus der Zeit des Mährerreichs.
Der heutige Ort wurde zum ersten Mal 1113 als Drasey schriftlich erwähnt und war Besitz des Klosters Zobor und ab dem späten 15. Jahrhundert des Neutraer Bistums. 1715 gab es Weingärten, 6 Untertanen- und 11 Häuslerhaushalte. 1787 hatte die Ortschaft 71 Häuser und 453 Einwohner, 1828 zählte man 88 Häuser und 612 Einwohner, die überwiegend als Landwirte, teilweise als Leineweber beschäftigt waren.
Bis 1918 gehörte der Ort im Komitat Neutra zum Königreich Ungarn und kam danach zur neu entstandenen Tschechoslowakei beziehungsweise heutigen Slowakei. In der Volkszählung 1970, der letzten vor der Eingemeindung nach Nitra, wohnten 2471 Einwohner in der Gemeinde.

## Bauwerke und Denkmäler
- romanische Erzengel-Michael-Kirche aus der Mitte des 11. Jahrhunderts an der Stelle einer slawischen Burgstätte, als gutes Beispiel romanischer Architektur in der Slowakei[4]
- römisch-katholische Franz-Xaver-Kirche im klassizistischen Stil aus dem Jahr 1803